# Maximilian Kuschel
Maximilian Kuschel  (* 12. März 1851 in Breslau, Provinz Schlesien; † 16. April 1909 in Guhrau, Provinz Schlesien) war ein deutscher Polizeibeamter, Ornithologe und Oologe.

## Leben
Maximilian Kuschel war ein Sohn des Breslauer Gymnasiallehrers Johannes Kuschel.
Er schloss das katholische St. Matthias-Gymnasium in Breslau 1870 mit dem Reifezeugnis ab, war 2 Jahre als Hauslehrer in Polen und studierte anschließend Rechtswissenschaft an der Universität Breslau. Er wurde am 21. März 1876 Referendar, trat im April 1876 beim Königlichen Polizeipräsidium zu Breslau ein, wurde 1881 Polizeiassessor und am 11. Juni 1882 zum Polizeirat ernannt. Am 29. Mai 1902 nahm er seinen Abschied aus dem Staatsdienst und siedelte in das etwa neunzig Kilometer nordwestlich von Breslau gelegene Guhrau über. Maximilian Kuschel beschäftigte sich zeitlebens eingehend mit Ornithologie und hier speziell mit der Oologie. Vor seinem 1902 erfolgten Umzug nach Guhrau hatte er bereits seine gesamte ornithologische Sammlung an das Museum für Tierkunde Dresden verkauft. Nach seinem Umzug sammelte er weiter und legte sich eine neue oologische Sammlung an. Im Jahr 1905 beteiligte er sich an dem IV. Internationalen Ornithologen-Kongress in London. 
Er war seit 1885 Mitglied der Deutschen Ornithologischen Gesellschaft, war Mitglied des 1904 gegründeten und von Paul Kollibay geführten Vereins schlesischer Ornithologen und wurde 1905 zum korrespondierenden Mitglied der Senckenbergischen Naturforschenden Gesellschaft in Frankfurt am Main ernannt.
Nach seinem Tod erwarb Josef Graf von Seilern und Aspang die zweite nach 1902 angelegte Sammlung von Maximilian Kuschel mit einem Sammlungsbestand von etwa 9.000 Eiern, die als Bestandteil von dessen Sammlung 1986 vom Naturhistorischen Museum Wien erworben wurde.

## Schriften (Auswahl)
- Zur Oologie Javas. In: Ornithologische Monatsberichte, 3, 10, 1895, S. 153–156 (biodiversitylibrary.org)
- Abriss einer Beschreibung von Vogeleiern der äthiopischen Ornis. In: Journal für Ornithologie, 43, 1895, S. 80–98 (zobodat.at [PDF])
- Abriss einer Beschreibung von Vogeleiern der äthiopischen Ornis. In: Journal für Ornithologie, 43, 1895, S. 321–354 (zobodat.at [PDF])
- Über die Fortpflanzung von Cassidix oryzivora Scl. In: Journal für Ornithologie, 45, 1897, S. 168–170 (zobodat.at [PDF])
- Der Wasserpieper in Schlesien. In: Berichte des Vereins Schlesischer Ornithologen, 3, 1910, S. 19–22 (biodiversitylibrary.org)